# Keine Sorgen Arena
Le Keine Sorgen Arena (ou Fill Metallbau Stadion) est un stade de football situé à Ried im Innkreis en Autriche dont le club résident est le SV Ried. Le stade dispose d'une capacité de 7 700 places.

## Histoire
Le 1er match joué par le SV Ried dans le nouveau stade a lieu lors d'une journée d'Erste Liga (D2) lors de la saison 2003-04 contre l'Austria Lustenau, le 19 octobre 2003 (victoire 1-0 du SV Ried). 
Il accueille trois rencontres du Championnat d'Europe de football des moins de 19 ans 2007, dont trois matchs de phase de groupe.

## Événements
- Championnat d'Europe de football des moins de 19 ans 2007